# Pleure
Pleure és un municipi francès situat al departament del Jura i a la regió de Borgonya - Franc Comtat. L'any 2007 tenia 410 habitants.

## Demografia

### Població
El 2007 la població de fet de Pleure era de 410 persones. Hi havia 164 famílies de les quals 36 eren unipersonals (8 homes vivint sols i 28 dones vivint soles), 68 parelles sense fills, 44 parelles amb fills i 16 famílies monoparentals amb fills.
La població ha evolucionat segons el següent gràfic:
Habitants censats

### Habitatges
El 2007 hi havia 207 habitatges, 168 eren l'habitatge principal de la família, 24 eren segones residències i 15 estaven desocupats. 195 eren cases i 10 eren apartaments. Dels 168 habitatges principals, 139 estaven ocupats pels seus propietaris, 23 estaven llogats i ocupats pels llogaters i 6 estaven cedits a títol gratuït; 2 tenien una cambra, 3 en tenien dues, 22 en tenien tres, 58 en tenien quatre i 83 en tenien cinc o més. 139 habitatges disposaven pel capbaix d'una plaça de pàrquing. A 73 habitatges hi havia un automòbil i a 82 n'hi havia dos o més.

### Piràmide de població
La piràmide de població per edats i sexe el 2009 era:
| Homes | Edats   | Dones |
| ----- | ------- | ----- |
| 0     | 95 o +  | 0     |
| 4     | 90 a 94 | 0     |
| 4     | 85 a 89 | 8     |
| 8     | 80 a 84 | 4     |
| 4     | 75 a 79 | 12    |
| 4     | 70 a 74 | 8     |
| 0     | 65 a 69 | 8     |
| 16    | 60 a 64 | 12    |
| 20    | 55 a 59 | 16    |
| 12    | 50 a 54 | 16    |
| 8     | 45 a 49 | 12    |
| 12    | 40 a 44 | 12    |
| 4     | 35 a 39 | 4     |
| 32    | 30 a 34 | 8     |
| 12    | 25 a 29 | 16    |
| 12    | 20 a 24 | 0     |
| 8     | 15 a 19 | 4     |
| 8     | 10 a 14 | 4     |
| 16    | 5 a 9   | 0     |
| 4     | 0 a 4   | 24    |

## Economia
El 2007 la població en edat de treballar era de 251 persones, 170 eren actives i 81 eren inactives. De les 170 persones actives 156 estaven ocupades (91 homes i 65 dones) i 14 estaven aturades (7 homes i 7 dones). De les 81 persones inactives 30 estaven jubilades, 17 estaven estudiant i 34 estaven classificades com a «altres inactius».

### Ingressos
El 2009 a Pleure hi havia 175 unitats fiscals que integraven 422,5 persones, la mediana anual d'ingressos fiscals per persona era de 15.929 €.

### Activitats econòmiques
Dels 11 establiments que hi havia el 2007, 1 era d'una empresa alimentària, 3 d'empreses de construcció, 3 d'empreses de serveis, 3 d'entitats de l'administració pública i 1 d'una empresa classificada com a «altres activitats de serveis».
Els 2 serveis als particulars que hi havia el 2009 eren guixaires pintors.
L'any 2000 a Pleure hi havia 7 explotacions agrícoles que ocupaven un total de 264 hectàrees.

## Equipaments sanitaris i escolars
El 2009 hi havia una escola elemental integrada dins d'un grup escolar amb les comunes properes formant una escola dispersa.

## Poblacions més properes
El següent diagrama mostra les poblacions més properes.